# Albert Grzymalda
 (avril 2014).

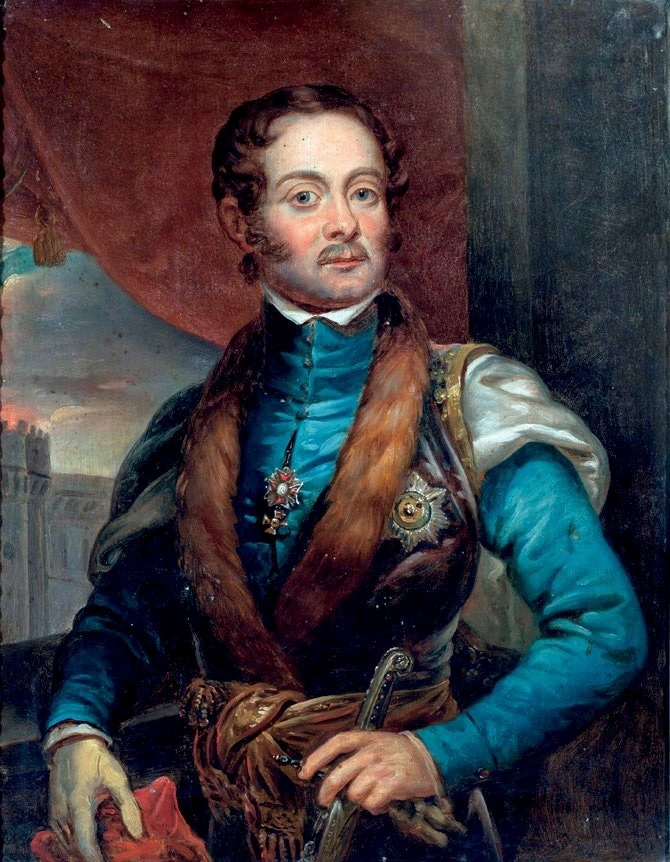
Wojciech Grzymała (Musée national de Varsovie)

Albert Grzymalda ou Grzymala, en polonais Wojciech Grzymała, né le 23 avril 1793 et mort le 16 décembre 1871, est un homme politique polonais qui a joué un rôle dans l'insurrection polonaise de 1830-1831, puis parmi les exilés de la Grande Émigration, par ailleurs ami de Frédéric Chopin.

## Biographie
Il naît à Dunajowce (actuelle Dounaïvtsi, en Ukraine) en Podolie, province annexée par la Russie précisément en 1793, dans une famille de la noblesse polonaise.
Après des études secondaires à Lwow, il reçoit une formation militaire à l'époque du duché de Varsovie, créé par Napoléon en 1807 ; il devient officier de l'armée du duché, participant à la campagne de Russie en 1812 ; sa conduite à Borodino lui vaut la médaille Virtuti Militari.
À partir de 1815, il occupe des fonctions officielles dans le cadre du royaume de Pologne (dont le roi est le tsar de Russie), : conseiller référendaire à la Commission du Trésor (Komisja Skarbu, c'est-à-dire le ministère des finances) et membre du Conseil d'État (Rada Stanu), mais il joue aussi un rôle politique notable dans le parti patriotique. Il est un des orateurs aux funérailles de Stanislas Staszic en 1826. Membre de la Société patriotique (Towarzystwo patriotyczne) depuis 1821, il est incarcéré quelques mois en 1826, au début du règne de Nicolas Ier.

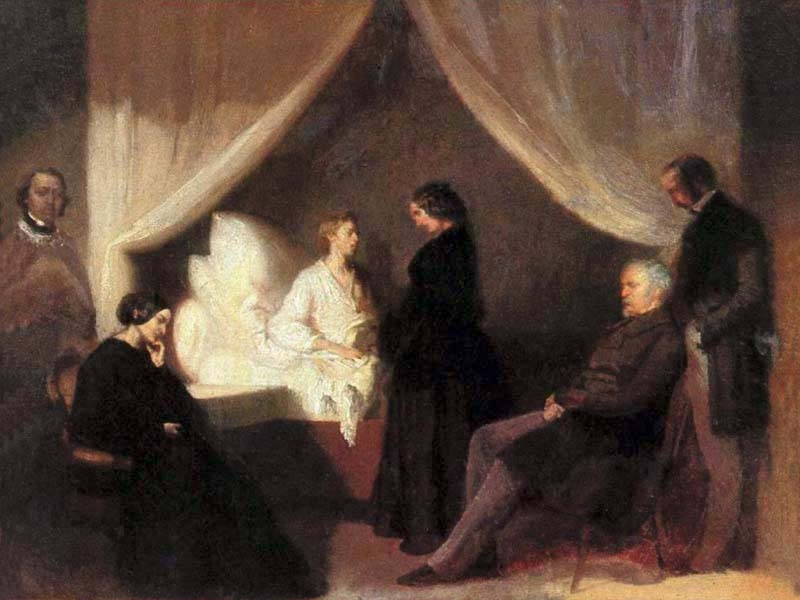
Derniers instants de Frédéric Chopin, peinture de Teofil Kwiatkowski, Grzymalda est assis à droite

Après le déclenchement de l'insurrection de Novembre 1830, il est nommé directeur de la Banque de Pologne. Dans le cadre de cette insurrection, il est sur des positions conservatrices, proches de celles du prince Adam Czartoryski. Par la suite, il est mandaté par le Gouvernement national (Rząd Narodowy) pour une mission diplomatique à Berlin, Londres et Paris, afin de promouvoir la cause des insurgés à l'extérieur du pays.
Condamné après l'échec de l'insurrection, il reste en exil en France et poursuit son action auprès de Czartoryski, devenant membre de la Société littéraire polonaise (créée en 1832 par celui-ci).
À Paris, il entre en contact avec de nombreuses personnalités, en particulier George Sand), et devient un grand ami de Frédéric Chopin. En 1853, il fait l'acquisition du tableau Le Christ sur le lac de Génésareth, d'Eugène Delacroix, lui aussi proche de Chopin.